# Bracon punctulator
Bracon punctulator är en stekelart som beskrevs av Christian Gottfried Daniel Nees von Esenbeck 1834. Bracon punctulator ingår i släktet Bracon och familjen bracksteklar. Inga underarter finns listade.